# Sadek (Janowo)
Sadek (deutsch Saddek, 1938 bis 1945 Gartenau) ist ein nicht mehr existierender Ort in der polnischen Woiwodschaft Ermland-Masuren. Seine Ortsstelle liegt im Gebiet der Landgemeinde Janowo im Powiat Nidzicki (Kreis Neidenburg).
Die verwaiste Ortsstelle von Sadek liegt in der südwestlichen Mitte der Woiwodschaft Ermland-Masuren, 21 Kilometer östlich der Kreisstadt Nidzica (deutsch Neidenburg).
Das nach 1785 Saddeck und bis 1938 Saddek genannte Dorf wurde erstmals 1705 erwähnt. 1874 wurde es in den Amtsbezirk Roggen (polnisch Róg) im ostpreußischen Kreis Neidenburg eingegliedert.
1910 zählte Saddek 346 Einwohner, 1933 waren es 366.
Am 3. Juni – amtlich bestätigt am 16. Juli – 1938 wurde Saddek aus politisch-ideologischen Gründen der Abwehr fremdländisch klingender Ortsnamen in „Gartenau“ umbenannt. Die Zahl der Einwohner belief sich 1939 auf 349.
Mit dem gesamten südlichen Ostpreußen wurde Gartenau 1945 in Kriegsfolge an Polen abgetreten. Das Dorf erhielt die polnische Namensform „Sadek“ und war bis in die 1950er Jahre hinein noch besiedelt. Dann aber wurde es wie auch die Nachbarorte Niedźwiedź (Malgaofen) und Małga (Malga) der Anlage eines militärischen Übungsgeländes geopfert. Die Ortsstelle ist verwaist.
Kirchlich war Saddek/Gartenau bis 1945 zur evangelischen Kirche Muschaken (polnisch Muszaki) in der Kirchenprovinz Ostpreußen der Kirche der Altpreußischen Union bzw. zur römisch-katholischen Pfarrkirche Neidenburg im Bistum Ermland hin orientiert.
Die kaum noch erkennbare Ortsstelle von Sadek ist über eine Nebenstraße zu erreichen, die bei Puchałowo von der Woiwodschaftsstraße 640 abzweigt und auf das Militärgelände (heute Landschaftsschutzgebiet) führt.